# Parafia św. Mikołaja w Wołgogradzie
Parafia św. Mikołaja w Wołgogradzie – rzymskokatolicka parafia znajdująca się w Wołgogradzie, w diecezji św. Klemensa w Saratowie w dekanacie astrachańskim. Parafię prowadzą werbiści.
Drugorzędnymi patronami parafii są św. Norbert z Xanten i św. Arnold Janssen.

## Historia
Katolicy w rejonie Carycyna pojawili się w końcu XVIII w. w wyniku kolonizacji dorzecza Wołgi przez niemieckich osadników. Parafia rzymskokatolicka w Carycynie została erygowana w 1847. Należała do dekanatu saratowskiego diecezji tyraspolskiej. W 1899 zbudowano kościół pw. Wniebowzięcia NMP. W 1917 parafia liczyła 600 osób.
W 1935 komuniści zamknęli kościół, który w późniejszych latach został poważnie uszkodzony, obracając się w ruinę. 1 września 1992 został on zwrócony katolikom. W tym też roku powstała tymczasowa kaplica. 5 kwietnia 1998 oddano do użytku wyremontowany z pomocą wiernych z Austrii i Niemiec kościół.